# 홍범기
홍범기(洪範基, 1974년 12월 16일 ~ )는 대한민국의 성우로, 2003년 CJ ENM 성우극회 공채 5기로 입사했다.

## 출연 작품

### TV 애니메이션(투니버스)
- 가정교사 히트맨 리본 (투니버스) - 카이
- 개구리 중사 케로로 (투니버스)
  - 1기 - 만화가 지망생 / 요로로 / 우주문어 / 거북이 / 훈령생1 / 초다리1 / 남자2 / 대원3 / 민재 / 팽귄1 / 편집장 / 택배 / 연출가 / 주민3 / 파일럿3 / 케르베로스3
  - 5기 - 운비 / 보라라비린
- 개구쟁이 스머프 (닉코리아) - 농부 스머프
- 건방진 천사 (퀴니)
- 건퍼레이드 마치 (투니버스) - 쿠로스
- 결계사 (투니버스) - 스미무라 요시모리
- 고스트 바둑왕 (투니버스) - 진행원 2
- 기동무투전 G건담 (투니버스) - 컴퓨터
- 기동아 부탁해 (투니버스) - 희동이 / 천상악귀
- 꿈의 크레용 왕국 (투니버스) - 파랑대신
- 나나 6/17 (투니버스) - 남학생 3
- 나루토 (투니버스) - 록 리
  - 나루토 질풍전 (투니버스) - 록 리
  - 나루토 SD - 록 리의 청춘 닌자전 (투니버스) - 리 / 아카마루
- 날아라 호빵맨 (투니버스) - 사캔이
- 내 마음은 무지 (투니버스) - 콘
- 내일의 나쟈 (투니버스) - 프란시스 / 키스 (괴도 흑장미)
- 냉장고 나라 코코몽 (투니버스) - 두리
- 너에게 닿기를 (투니버스) - 죠, 류 아빠
- 구스 베이비 - 반죠 / 밀듀 / 개구리 5
- 달려라 이다텐 (투니버스) - 다크
- 달빛천사 (투니버스) - 키바 / 구스 / 하세 / 빈센트
- 돌연변이 아일랜드 (투니버스) - 페리
- 동쪽의 에덴 (투니버스) - 오오스기
- 드래건 드라이브 (투니버스) - 마히루
- 따끈따끈 베이커리 (투니버스) - 지원규
- 똑바로 가자 (투니버스) - 민수
- 또봇 V - 슈퍼드릴러, 옥토누스, 탱크도리, 나 세바스찬
- 란마 1/2 (투니버스) - 제갈 요가(히비키 료가)
- 레고 시티 어드벤처(투니버스) - 할
- 레이브 (투니버스) - 그리프 / 츠요시
- 다이노코어 (투니버스)  - 바리온
- 록맨 에그제 스트림 (투니버스) - 마그넷맨
- 록맨 에그제 액세스 (투니버스) - 라이카
- 록맨 에그제 (투니버스) - 에레키맨
- 마루코는 아홉살 (투니버스) - 강초 / 보보의 아빠 / 집배원 / 청년할아버지 / 생물부 학생1 / 노래하는 학생 / 사카다 / 즈틀비 2 / 히로시의 형 / 배달부 / 아나운서 / 소년 2 / 하레 / 진행요원 외 각종 단역
- 맡겨줘 돌고래 (투니버스) - 직원 / 중학생 2
- 메르헤븐 (투니버스) - 팬텀
- 베베데빌 (투니버스) - 민유노
- 메이저 1기 (투니버스) - 김동환
- 메이저 2기 (투니버스) - 김동환 / 제갈웅 / 형민우
- 메이저 극장판 - 우정의 강속구 (투니버스) - 맥스
- 메탈베이블레이드 (투니버스) - 데스 카프리
- 명탐정 코난 (투니버스) - 정영일 형사
  - 2기 - 기자 / 감식반 / 엄용식 / 윤형중 외 각종 단역
  - 3기 - 경관3 / 직원4 / 경관1 / 경관2 / 직원2 / 손님2 / 승객2 / 유예찬 / 남자2 / 형사3 / 형사 / 형사1 / 검시관 / 벙사1 / 남학생2 / 경관2 / 주민1 / 경관 / 남자1 / 경관1 / 경관
  - 4기 - 조춘석
  - 5기 - 김영일 / 라디오
  - 6기 - 형사 / 심영선 / 남학생
  - 7기 - 독고혜성 / 아빠
  - 8기 - 이석호 / 양봉두 / 이영삼 / 송엄수 / 취객 / 이병진
  - 10기 - 강지원
  - 12기 - 오성환 / 모위정 형사 / 소호남
- 몬스터 (투니버스) - 후바
- 배틀짱 (투니버스) - B.J
- 무적왕 트라이제논 (투니버스) - 역내방송
- 무적코털 보보보 (투니버스)
  - 1기 - 단무지 / 짜가마로 / 빤딱 / 목젖 / 보보보 왕자 / 다이너마이트 3 / 프린스 / 너부리 / 곰C / 인어아저씨C / 칫솔 / 아네모네 / 아기기린1 / 학생2 / 수수께끼 생명체 / 태돌이 / 식빵 / 회사원B / 송사리 2호 / 개지우개 / U, 6 / 원숭이A / 달걀귀신 / 얼굴 / 콜리 / 수수께끼의 남자 / 다람길이 / 플라워맨 / 박사 / 5인조B / 개 / 달력 / 터번 / 대원A / 헐랭이 / 폭주족B
  - 2기 - 더찻잔 / 고양이 / 돼지2 / 쏘세지입술 / 메소포타미아 문명 / 프린스 / 비프 / 우주인1 / 오징어 / 절망맨
  - 3기 - 옥토파스칼 / 꽃보다 날바 / 햄틴
- 미도리의 나날 (투니버스) - 오삼
- 미래전사 씨어 (투니버스) - 앤디 / 니스케
- 미래의 미라이 - 유코
- 바다요정 스노크  - 갈레옹 삼촌 / 조조
- 벅스봇 이그니션 - 미노스
- 보스 베이비 - 짐보
- 블리치 (투니버스) - 콘
- 블리치 2기 (투니버스) - 콘
- 빙글빙글 미밀루나라의 케이트와 밈밈 (투니버스) - 밈밈
- 사랑은 콩다콩 (투니버스) - 신기하
- 사무라이 참프루 (투니버스) - 이치에몬
- 상상꾸러기 모나 (투니버스)
- 숲속의 전설 무시킹 (투니버스) - 부
- 슈팅 바쿠간 BG (투니버스) - 슌 / 에이잔
- 슈팅 바쿠간 2 (투니버스) - 슌 / 빌리 / 사이먼
- 스켓 댄스 (투니버스) - 구세준 시무라 신파치
- 스타워즈 - 요다의 비밀이야기 (투니버스) - 바비
- 시끌벅적 토마토 트윈스 (투니버스) - 캣애스트오피
- 슈퍼갤즈 (퀴니) - 나카니시 선생
- 시크릿타운 (투니버스) - 레이
- 아따맘마 (투니버스) - 오동동
  - 새로운 아따맘마 (투니버스) - 오동동
  - 아따맘마 2023 (브라보키즈) - 오동동
- 아침안개의 무녀 (투니버스) - 소년 2
- 악동이 (투니버스) - 아빠
- 에어마스터 (투니버스) - 스나이퍼
- 엑스 드라이버 (투니버스) - 남자 3
- 엠마:영국 사랑 이야기 (투니버스) - 아더 존스
- 여신님! 작다는 건 편리해 (투니버스)
- 엽기발랄 오렌지 (투니버스) - 작은사과 (난쟁이 사과)
- 엽기삼국지 (XTM) - 조운
- 와라! 편의점 (투니버스) - 조르쥬
- 왕도둑 징 (투니버스) - 비터 / 큐브
- 요괴워치 (투니버스) - 위스퍼
- 우주인 타로 (투니버스) - 타로
- 아가사 크리스티의 명탐정 포와로와 마플 (투니버스) - 존
- 울트라 매니악 (퀴니) - 쥰
- 울프스 레인 (투니버스) - 모스
- 원피스 극장판 시리즈 (투니버스)
  - 원피스 - 황금의 대해적 우난 - 소년카운티
  - 원피스 - 태엽섬의 모험 - 우솝
  - 원피스 - 페스티발 남작과 비밀의 섬 - 무치고로
  - 원피스 - 기계태엽성의 메카거병| - 혼키
- 원피스 에피소드 오브 사보 (투니버스) - 바르톨로메오
- 웨딩피치 (투니버스) - 스캐너
- 은혼 (투니버스) - 시무라 신파치
- 음양대전기 (투니버스) - 번무의 마스라오
- 전쟁과 축구 (투니버스)
- 정글은 언제나 맑음 뒤 흐림 (투니버스) - 와지
- 조이드 (투니버스) - 칼 리히텐 슈바르츠
- 쥬베이짱 2 시베리아 야규의 역습 (투니버스) - 반타로
- 짱구는 못말려 (3, 5, 8~기) (투니버스) - 정훈, 최고작, 남자친구, 골동품가게 점장, 집사장, 이중성 학원장
- 직스 레벨2 (퀴니) - 드웨인
- 최유기 리로드 건락 (투니버스) - 광명 삼장법사
- 최유기 리로드 (투니버스) - 광명 삼장법사
- 츠바사 크로니클 (투니버스) - 기니오
- 카레이도 스타 (투니버스) - 켄 로빈스
- 캐릭캐릭 체인지 두근두근 (투니버스) - 리키
- 캐릭캐릭 체인지 (투니버스) - 초대 킹 / 해성
- 쾌걸 근육맨 2세 (투니버스) - 제이드 / MAX맨
- 쾌걸 조로리 (투니버스) - 아더
  - 1기 - 늑대사나이 / 촌장 / 팬더 / 해적2 / 남자1 / 남자2 / 경찰 / 아나운서 / 크레용2 / 일식 / 요로링 / 피라니아견2 / 경찰2 / 선수2 / 강아지
  - 2기 - 대원3
- 크르노 크루세이드 (투니버스) - 경찰 3
- 탐정학원 Q (투니버스) - 피해자 / 수험생2 / 가와세 / 포로 / 아키히코 / 경찰 / 사쿠마 / 구급대원 / 에키드나
- 트리니티 블러드 (투니버스) - 디트리히 폰 로엔그린
- 학원 앨리스 (투니버스) - 수선
- 헌티드 정션 (투니버스) - 스즈키 진코츠
- 황당용사 욜라세다 (투니버스) - 우주경찰 2
- 헬싱 (투니버스) - 크리스 피크맨
- 히어로스쿨Z - 말포머
- GTO (투니버스) - 요시카와 노보루
- 신비아파트 고스트볼 더블X: 6개의 예언 - 악창귀, 악창괭이
- 신비아파트 고스트볼 더블X: 수상한 의뢰 - 화동귀
- 신비아파트 고스트볼Z: 귀도퇴마사 - 번개 악창귀
- 브레드 이발소 시리즈 (KBS, 투니버스) - 감자칩, 빌크, 홍차머핀, 터미네이브레드
- 안녕! 보노보노 - 스스

### TV 애니메이션(KBS)
- 뛰뛰빵빵 구조대 2 (KBS) - 키리
- 라바 (KBS) - 출연하는 모든 캐릭터
- 로봇 찌빠 (KBS) - 볼라베르
- 롤링스타즈 (KBS) - 킹 / 폴 감독
- 못말리는 라바와 비트파티 (KBS)
- 별별가족 (KBS)
- 빠뿌야 놀자 (KBS) - 피터, 제노
- 캐치! 티니핑 - 따라핑, 몬쥬 박사, 외계인2
- 애니퐁 (KBS)
- 엘라의 모험2: 백설공주 길들이기 (KBS) - 피터
- 와글와글 꼬꼬맘 (KBS) - 흥미 / 루돌프 아저씨
- 외계돼지 피피 (KBS) - 뚜뚜
- 반지의 비밀일기 반지의 비밀일기 2 (KBS) 왕뺀돌, 최수포
- 헬로 카봇 (KBS) - S라인, 아티
- 쥐라기캅스 - 제임스 딘
- 터닝메카드 (KBS) - 기운찬, 테로, 모스톤
- 터닝메카드 R (KBS) - 기운찬, 테로
- 터닝메카드 W (KBS) - 기운찬, 테로, 모스톤, 카울, 도라, 치르매미
- 브레드 이발소 (KBS, 투니버스) - 감자칩 출연중
- 세계여행 (KBS) - 샤를 드골, 우에노
- 린다의 신기한 여행, 린다의 신기한 여행 2 - 루이
- 주디세이 - 뭉치
- 주디세이 퀴즈쇼 - 뭉치
- 쫑알쫑알 똘똘이 6 - 깜깜이
- 거멍숲을 지켜라! 버디프렌즈 (KBS) - 캐스커
- 달려라하니:나쁜계집애 - 홍두깨
- 메탈카드봇 - 라비, 메가트러커
- 바바프렌즈 - 켄지, 잠보
- 좀비덤 - 좀잭
- WHY? - 꼼지, 장박사, 곰박사, 챔쿵

### TV 애니메이션(타사)
- 기가 트라이브 - 모짜 / 트라이브 블루
- 강철의 연금술사 리메이크 (애니박스) - 린 야오
- 포텐독 (EBS) - 룻거, 소장 아들
- 곤 (EBS) - 초로
- 괴도 조커 (카툰네트워크) - 가짜 조커
- 꼬마버스 타요 시즌6 - 터그
- 꼬마유령 캐스퍼 : 메리 고스트마스 (카툰네트워크) - 팻소
- 꼬마유령 캐스퍼 : 새로운 모험 (카툰네트워크) - 팻소
- 꼬마유령 캐스퍼 : 학교에 무슨 일이 (카툰네트워크) - 팻소 / 앵무새
- 너티너츠 (EBS TV) - 앗소 / 스팍스
- 닥터 슬럼프 극장판 - 응짜! 사랑을 담아, 펭귄마을 올림 (카툰네트워크) - 왕소룡 / 임금 / 남자 1 / 남자 3
- 닥터 슬럼프 극장판 - 펭귄 마을은 언제나 맑음 (카툰네트워크) - 경찰서장 / 로봇
- 닥터 슬럼프 (퀴니) - 여우 / 교장 선생님
- 디지몬 고스트 게임 (재능TV) - 에어드라몬 / 왕개굴몬 / 클라비스엔젤몬
- 뚜루뚜루 룹디두 (대원방송) - 룹디두
- 루니툰 (대교방송) - 실베스타
- 데스노트 (대원방송) - 남자
- 두루피
- 두발네발반야드 (니켈로디언)
- 듀얼 레전드 제로 - 토토
- 또르르 방울이 친구들 (MBC)
- 로미오와 줄리엣: 바다표범의 사랑이야기 (카툰네트워크) - 벤볼리오
- 마기 (카툰네트워크) - 쟈파르 / M난도
- 마법전사 리우이 (퀴니) - 레너드 번슈타인
- 레전드 블레이드킹 (재능TV) - 한강산
- 링스 어드벤처 - 뚱보 부하
- 마스터 햄스터 장인 - 다스 베이더
- 머나먼 시공 속에서 - 무일야 (애니박스) - 이노리
- 몬스터 왕자 몽짱 (카툰네트워크) - 병수
- 무적뱅커 크로켓 (챔프) - 푸링푸링
- 미라큘러스: 레이디버그와 블랙캣 (EBS TV) - 니노, 로저 경찰관
- 미스터맨 쇼 (카툰네트워크) - 겁쟁이 씨
- 바다탐험대 옥토넛 (디즈니채널) - 게 / 돌고래
- 바오밥섬의 파오파오 (EBS) - 알파
- 캐치! 티니핑 시리즈 (JEI 재능TV) - 몬쥬 박사
- 뱀파이어 헌터 OVA (애니박스) - 노인
- 베르사이유의 장미 (EBS) - 루이 16세
- 베이비짱 (퀴니) - 로자리 / 겐 할아버지
- 벨제바브 (챔프) - 후루이치
- 블리치 3기 (애니맥스) - 콘 / 류켄
- 빨간모자의 진실 (MBC) - 양
- 사일런트 뫼비우스 (애니맥스) - 랠프 보마스 / 가놋사 맥시밀리언
- 상상 속 친구들의 모험 : 월트를 찾아서 (카툰네트워크) - 더글라스
- 서몬마스터즈 블루드래곤 (챔프) - 산장주인 / 본가호메론
- 소닉 X - 너클즈 디 에키드나
- 파워레인저 와일드 스피릿 (챔프) - 와일드 레드(칸도 쟝) (스즈키 히로키)
- 슈팅 바쿠간 - 슌 / 빌리
- 요술공주 밍키: 꿈속의 윤무 - 제임스 / 피에로
- 요절복통 사총사 (EBS)
- 우당탕 무술학교 - 오비 / 도우
- 우당탕탕 잉양요2 (애니박스) - 양
- 우리는 긴급구조대 (EBS) - 맥스
- 시끌벅적 하우이와 벌거숭이들 (애니맥스) - 덕
- 신나는 과학 애니메이션 Why? (EBS) - 로봇 멍구
- 아기공룡 버디 (EBS) - 돈
- 아이실드 21 (챔프) - 세나
- 안녕 자두야 (SBS, 투니버스) - 삼촌, 과외 선생님
- 엄마 까투리 (EBS) - 큰 꺼병이, 거품벌레, 형 소라게
- 웨이사이드 (니켈로디언) - 토드
- 유유백서 - 명계사투편 (시넥서스) - 블랙잭 / 비영
- 유쾌한 개굴루씨 (챔프) - 개굴루 씨
- 유희왕:아크파이브 - 신유아
- 으랏차차 짠돌이네 - 소기찬 / 쩐
- 이웃집 아이들의 무시무시한 모험 (카툰네트워크) - 1호
- 작안의 샤나 2기 (애니맥스) - 요한
- 작안의 샤나 (애니맥스) - 하야토 / 피네 / 도미노
- 잭과 콩나무 (애니박스) - 잭
- 제네레이터 렉스 (카툰네트워크) - 보보
- 제로의 사역마 (애니맥스) - 스칼론
- 쥐라기캅스(KBS, MBC) - 제임스 딘, 메가, 메가마린, 마린사우루스
- 쥬블스 - 고마님 / 엠 / 블랙키
- 쥬얼 펫 - 디안
- 쥴리의 육지 대모험 - 랭키(컬리)
- 천재 강아지 미스터 피바디 - 폴 피터슨
- 카드파이트!! 뱅가드 (어린이TV)
- 크게 휘두르며 (애니맥스) - 나카자와 리오 / 아키마루 쿄헤이
- 키라메키 프로젝트 (애니박스) - 나카지마 신사쿠
- 키마의 전설 (카툰네트워크) - 레이저 / 로건
- 택틱스 (애니맥스) - 사진사 / 세이치
- 텔레몬스터 (MBC) - 락지
- 토리코 (카툰네트워크) - 세도르
- 트랜스포머 갤럭시포스 (챔프) - 백팩 / 라이브콘
- 팅가팅가 이야기 (EBS) - 빨간 원숭이
- 파이 브레인 - 신의 퍼즐 (재능TV) - 피노클 / 비숍
- 팬보이 & 첨첨 (니켈로디언) - 팬보이 등
- 포코냥 (챔프) - 경태
- 포포의 이야기 나라 (MBC)
- 피치피치핏치 퓨어 (챔프) - 차승하
- 피터 래빗 (EBS) - 벤자민
- 하늘에서 음식이 내린다면 - 브랜트
- 헬로카봇 유니버스 (SBS TV) - 테로
- 헬로 카봇 X (SBS TV) - 아티 X
- 빅 히어로 시리즈 (디즈니채널) - 베이맥스
- 현시연 (애니맥스) - 코사카
- DARKER THAN BLACK -흑의 계약자- (애니맥스) - 닉 / 어린 헤이
- 합체용사 플러스터
- 허니와 클로버 2기 (애니맥스) - 노미야 타쿠미
- 허니와 클로버 (애니맥스) - 노미야 타쿠미
- 미키마우스 뒤죽박죽 모험 (디즈니 주니어) - 구피
- 미키마우스 멋진 대모험 (디즈니+) - 구피
- 몬스터 근무일지 (디즈니+) - 플렘
- 베이맥스! (디즈니+) - 베이맥스
- 메탈카드봇S 강철의 귀환 (EBS) - 라비 메가트러커, 짐 홉킨스

### 영화 애니 더빙
- 공룡메카드: 타이니소어의 섬 - 카이 / 공 박사
- 극장판 고스트 메신저 - 대수
- 극장판 뛰뛰빵빵 구조대 미션 : 둥둥이를 구하라! - 키리
- 극장판 머나먼 시공속에서 마이히토요 (애니박스) - 이노리
- 극장판 요괴워치: 섀도우 사이드 도깨비 왕의 부활 - 위스퍼
- 극장판 요괴워치: 탄생의 비밀이다냥! - 위스퍼
- 극장판 요괴워치: FOREVER FRIENDS - 위집사
- 금색의 코르다 (애니맥스) - 오우사키 시노부
- 극장판 헬로 카봇: 옴파로스 섬의 비밀 - 꼬질꼬질 / 마이머드
- 마당을 나온 암탉 - 박쥐 / 깐죽이 / 양계장 주인
- 빅 히어로 - 베이맥스
- 별의 정원 - 닉스 / 밤이
- 주토피아 - 약스
- 극장판 짱구는 못말려: 아뵤! 쿵후보이즈 ~라면 대란~ - 정훈
- 극장판 짱구는 못말려: 우리들의 공룡일기 - 정훈 / 삼엽충 부대
- 체포하겠어 극장판 (투니버스) - 이하운
- 토리코 극장판 : 미식신의 스페셜메뉴 - 스마일
- 겨울왕국 2 - 라이더
- 보스 베이비 2 - 짐보
- 곰돌이 푸 - 곰방
- 라바 아일랜드 무비
- 버즈 라이트이어 (영화) - 삭스
- 다마고치 극장판 1기: 두근두근 우주의 미아 (카툰네트워크) - 지렁이 교장선생님
- 다마고치 극장판 2기: 우주제일의 행복한 이야기 (카툰네트워크) - 지렁이 교장선생님
- 사랑의 하츄핑 - 몬쥬박스 / 대장티니핑
- 쥬라기캅스 극장판: 전설의 고대생물을 찾아라 - 딘 / 마린사우르스 / 곰벌레
- 달려라 하니: 나쁜 계집애 - 홍두깨

### 영화
- 꼬마돼지 베이브 (EBS)- 말(마이클 스티븐스)
- 달려라, 타이코 (EBS) - 캘빈 (카일 매시)
- 데이비드를 찾아서 (EBS) - 윈스턴 폴링 (켄드레 베리)
- 마우스의 슬램덩크 (EBS) - 멍키 (장일산)
- 베토벤 (EBS) - 테드 (크리스토퍼 캐스틸)
- 빨간 머리 앤 (EBS) - 존 블라이스
- 수퍼 소닉 2 - 너클즈(이드리스 엘바)
- 수퍼 소닉 3 - 너클즈(이드리스 엘바)
- 엄마 까투리 - 할아버지 / 양돌 / 뺑덕이 / 오소리 / 애벌레
- 엘로이즈 크리스마스 대소동 (EBS) - 살로모니 (제프리 탬버)
- 헬렌 켈러의 위대한 스승, 애니 설리번 (EBS)
- 앤트맨과 와스프 - 지미 우(랜들 박)
- 톰과 제리 - 셰프(켄 렁)
- 백설공주 (디즈니) - 행복이(조지 살라사르)

### DVD 애니 더빙
- 비너스 전기 (DVD)
- 코스모 워리어 제로 (DVD) - 바트라이저

### 드라마
- 이브(EBS) - 그웬런
- 완다비전 - 지미 우(랜들 박) /  허브(데이비드 페이턴) / 완다의 아버지(다니아르 아이니딘노프)

### 외주제작 드라마 더빙
- 울트라맨 메비우스 - 이정열
- 울트라맨 X (대교어린이TV) - 진우진
- B-로봇 가브타크 - 가브롤러 / 샤크라 / 스타마인드
- 말괄량이 마법학교 (투니버스) - 알제론 마법사 / 할로우
- 가면라이더 드래건 (투니버스) - 준 / 몬스터 2 / 남자 2 / 폭주족 1
- 파워레인저 SPD (투니버스) - 바란스
- 파워레인저 와일드스피릿 (챔프) - 칸도 쟝 (스즈키 히로키)
- 가면라이더 파이즈 (투니버스) - 로히코 / 도둑 / 오르페노크 / 펜싱부원 / 조이치 / 요시오 / 아라이 / 불량배 2
- 명탐정 코난 드라마스페셜 - 남도일에게 보내는 도전장 (투니버스) - 남성훈
- 자이언트 세이버 (투니버스) - 아량 / 먹고 또 먹고 몬스터
- 스페이스 가디언 (투니버스) - 제임스 (스페이스 가디언 블루)
- 미라클 멜로디 (투니버스) - 모지호

### 방송 더빙
- 아이디어 하우머치 (SBS)
- 남희석의 발굴TV (SBS)
- 추석특집 매니저 사관학교 산전수전 (SBS)
- 라디오 오디션 국민DJ를 찾습니다 (SBS 러브FM)
- TBN차차차 (TBN강원교통방송)
- 무한지대큐 (KBS)
- 인간 자연재생능력의 비밀 (NGC)
- 닥터콜의 동물병원 (NGC)

### 웹라디오 더빙 및 출연
- 오버 더 라디오 (아프리카TV / 유튜브)

### 광고 더빙
- 금호아시아나그룹
- 씨티은행
- 롯데홈쇼핑
- 아이리버 딕플
- KT Olleh!!!! 섬마을 아이들 편
- 원더킹온라인
- 스네이크 아이

### 게임 더빙
- 그라나도 에스파다 - 리오넬(mpc)
- 그랜드체이스 - 라이언
- 네임리스 - 태이(리트윗)
- 도타2 - 클링츠, 늑대인간
- 디아블로3 - 졸툰 쿨레
- 리그 오브 레전드 - 카직스, 쓰레쉬, 벨코즈
- 마법학교 아르피아 - 아르피아 대마법사
- 마비노기 - 햄릿
- 마비노기 영웅전 - 카단
- 메이플스토리 - 루미너스, 검은 마법사, 프리드(은월 영상), 데미안, 하딘, 퀘이그, 샤렌 3세, 에레고스
- 메이플스토리2 - 흑성회 조직원
- 블랙 앤 화이트2
- 진 삼국무쌍 4 - 능통
- 블레이드 앤 소울 - 배이도(나선의 미궁 보스)
- 스타크래프트 - 다고스
- 스타크래프트 II: 자유의 날개 - 화염차(Hellion), 밤까마귀
  - 스타크래프트 II: 군단의 심장 - 화염차(Hellion), 화염기갑병, 주르반(Zurvan)
- 신비아파트 고스트헌터 - 샌드맨
- 에이지 오브 코난 - 미스렐
- 음양사 - 갓파
- 월드 오브 워크래프트 - 고블린 플레이어, 나즈그림
- 007 제임스 본드: 퀀텀 오브 솔러스 - 용병
- 클로저스 - 채민우, 크리자리드블레스터, 특경대대원 등
- 테일즈런너 - 하루
- 재배소년
- 좀비고등학교 - 곽준형
- 트리 오브 세이비어 - 남자 캐릭터
- 하스스톤: 워크래프트의 영웅들-굴단, 고블린 폭발법사, 피의 임프, 퀘스트 중인 모험가, 은빛성기사단 기사와 종자, 가젯잔 경매인, 코볼트 흙점쟁이, 전리품 수집가, 센진 방패대가, 오염된 노움
- 헤일로 리치 - 병사2

### 웹투니메이션 더빙
- 들어는 보았나! 질풍기획 - 송치삼 대리
- 혈관고 (니켈로디언) - A형

### 이벤트
- Sweet time Sweet voice(STSV)

### 드라마 CD 더빙
- 픽셀드라마판 좀비고등학교 - 곽준형
- 숨덕부 - 강인진
- 꼭두각시 - 진하
- 보이스북 - 1617 The Origin of Holydoor - 라울
- 미필적 고의에 의한 연애사(ACO) - 김학승
- 황제와 여기사(ACO) - 아이노
- B씨의 반복되는 하루(ACO) - B씨
- 나는 그 사람을 사랑했다(ACO) - 이성진
- 버림받은 황비(ACO) - 케이르안
- 상수리나무 아래 - 엘리엇 카론

## OST
- WHY? 오프닝 한신정 삽입곡 함께 불러 한다